# 152毫米口徑55倍徑1930年型艦炮
152毫米口徑1930年型火炮（法語：Canon de 152 mm Modèle 1930）是一款由法国所研製及生產的中口徑舰炮，在第二次世界大战期間被用作眾多法國海軍巡洋舰的主炮，以及黎塞留级战列舰的高平兩用副炮。

## 概述
152毫米口徑1930年型火炮是由自緊式套管、後膛環和垂直滑動式後膛擋塊所建成。預期使用壽命為每根700發有效全裝藥彈炮擊。這些火砲都搭載在巡洋艦和戰列艦以上的三聯裝砲塔當中。該三聯裝砲塔的設計亦有點不同尋常，因為每門火炮都具有自身的炮座，可以獨立抬仰或下俯。該三聯裝砲塔搭載在巡洋艦以上時被認為是成功的設計，但搭載在戰列艦的高平兩用三聯裝砲塔卻存在問題，而且在計劃當中用於黎塞留級的五座砲塔當中，只有三座得以搭載。在黎塞留級以上的三聯裝砲架原定射擊仰角為-10°至+ 90°，但後來被限於+85°。原定計劃還期望它們能在任何角度裝彈，但是實際上發現這在超過+45°起就變得不切實際。而炮架的迴旋和抬仰速度緩慢，也就意味著它們無法追踪高速移動的航空器；再加上射速的低下，亦限制了它們在防空用途方面的效用。

## 彈藥
配用的彈藥為分裝速射式彈藥，由裝藥、彈殼和彈頭所組成。
該艦炮能夠發射：
- 半穿甲彈（英语：Glossary of British ordnance terms#S.A.P.）——56（123.46磅）
- 高爆彈——49.3（108.69磅）
- 照明彈——47（103.62磅）[2]

## 搭載艦船
搭載152毫米口徑1930年型火炮的艦種包括：
- 法國海軍埃米爾·貝爾坦號輕巡洋艦
- 法國海軍拉加利索尼埃級輕巡洋艦
- 法國海軍黎塞留级战列舰

## 資料來源
1. 1 2 3 4 5 6  Campbell, Naval Weapons of WWII, p.294.
2. ↑  .   [2020-09-28]. （原始内容存档于2020-10-01）.

## 外部連結
- （英文）—the 152 mm/55 (6") Model 1930 at Naval Weapons.Com（页面存档备份，存于）